# سوبر 10
قالب:Infobox rugby league cup
بطولة التميز الوطنية (بالإيطالية: Campionato Nazionale Eccellenza)‏ أو سوبر 10 لموسم 2010-2011 هو الاسم الحالي للبطولة الأعلى تمايزاً وطنياً للعبة اتحاد الرغبي في إيطاليا.